# Mike O’Hearn

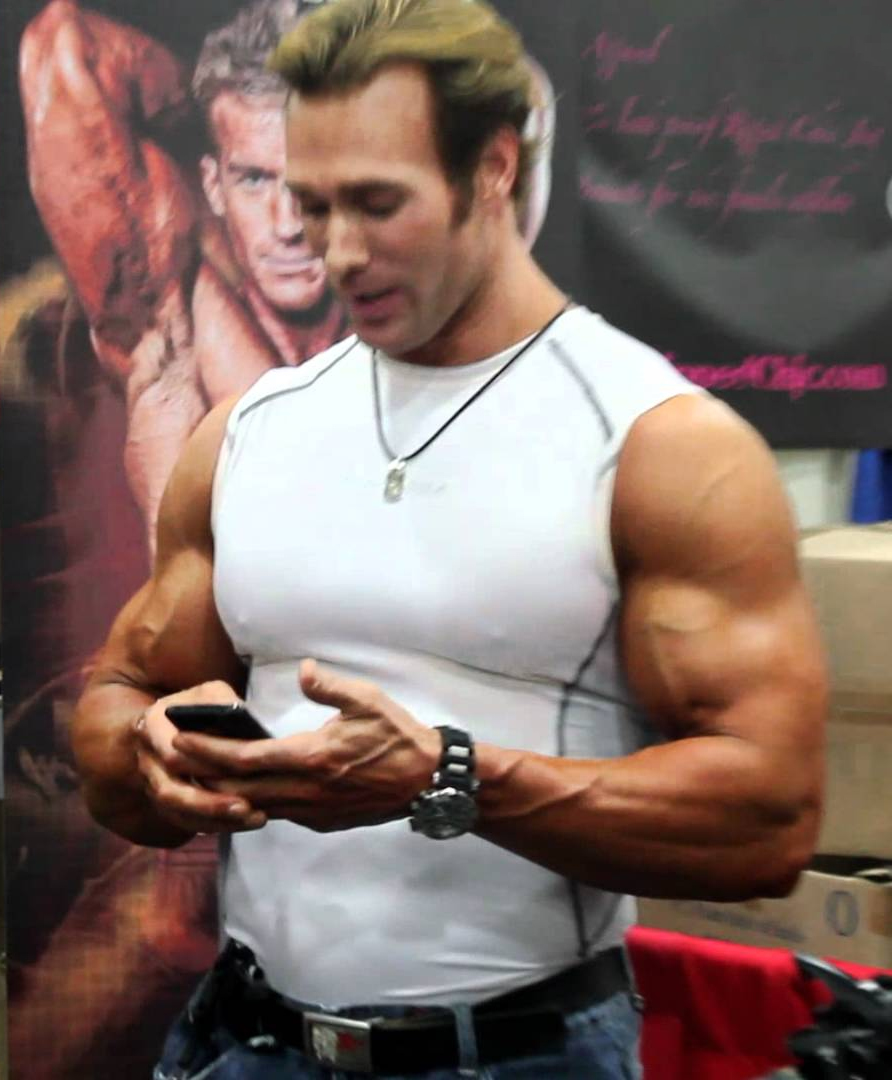
Mike O’Hearn

Michael „Mike“ O’Hearn (* 26. Januar 1969 in Seattle, Washington), auch bekannt als „The Titan“, ist ein US-amerikanischer Bodybuilder, Schauspieler und Model. Er wurde über 500-mal auf dem Titelblatt von Fitness-Magazinen abgebildet. Außerdem ist er vierfacher Mr. Natural Universe-Titelträger und wurde siebenmal als „Fitness Model of The Year“ ausgezeichnet. 2008 erschien er als Gladiator „Titan“ bei der Fernsehserie American Gladiators.

## Privatleben
O’Hearn wuchs in Kirkland, Washington, auf und kommt aus einer Familie mit neun Kindern.  Er gewann mit 14 Jahren den „Teenage Washington State“ Wettbewerb und begann fortan, professionell Bodybuilding zu betreiben. Er gründete Frog Fitness und gilt als Erfinder des Power-Bodybuildings, einer Mischung aus Kraftdreikampf und klassischem Bodybuilding. Er war mit Midajah O’Hearn verheiratet, einer ehemaligen Wrestlerin, und befindet sich momentan in einer Beziehung mit Mona Muresan.

## Film und Fernsehen
O’Hearn spielte in den Filmen Barbarian und Keeper of Time. Zudem hatte er eine kleinere Rolle in Death Becomes Her. O’Hearn war auch bei American Gladiators-ähnlichen Show Battle Dome zwischen 1999 und 2001 zu sehen, in der er die Rolle des „Michael O'Dell“ verkörperte. Am 14. März 2008 trat O’Hearn als Barkeeper bei der NBC-Seifenoper Days of Our Lives auf. Am 8. Juli 2008 hatte er einen Gastauftritt in der Show Celebrity Family Feud als „Titan“ mit seinen begleitenden Gladiatoren Wolf, Venom und Jet. Am 4. Februar 2009 trat O’Hearn in der Serie Knight Rider in Episode 14 als Käfigkämpfer auf. Im Juni 2011 trat er in der neunten Episode der ersten Staffel von Workaholics auf. Im Jahr 2016 spielte O’Hearn den „Hulk“ mit Caitlyn Jenner in der 63. Episode von Epic Rap Battles of History. Auch übernahm er eine Rolle in dem Bodybuilder-Drama Magazine Dreams (2023). Im April 2023 war O’Hearn außerdem in der US-Serie 9-1-1 zu sehen, wo er in Staffel 6, Episode 14 („Performance Anxiety“) die Rolle des Bodybuilders Jimmy „Biggs“ Bixby spielte.